# 12 év rabszolgaság
A 12 év rabszolgaság (eredeti cím: 12 Years a Slave) 2013-ban bemutatott amerikai-brit film. A 2014. március 2-án megtartott 86. Oscar-gálán a film három Oscar-díjat nyert el. A forgatókönyvet igaz történet inspirálta, Solomon Northup Twelve Years a Slave című, önéletrajzi ihletésű regényéből. Northupot a filmben Chiwetel Ejiofor játssza.

## Cselekménye
Az Egyesült Államok 1841-ben: Solomon Northrup egy szabad fekete férfi, aki New York államban él feleségével és gyerekeivel, és többek között hegedüléssel keresi a kenyerét. Két fehér férfi rábeszéli, hogy menjen el velük Washingtonba, ahol állítólag a cirkuszuk föl fog lépni. Solomon egy reggel leláncolva találja magát egy sötét kamrában: Eladták rabszolgának. A kereskedő Solomon kijelentésére, hogy ő szabad ember, brutális korbácsolással válaszol. A férfit eladják a déli államokba, ahol a következő években különböző, részben rendkívül brutális gazdáknál szolgál. Egyik gazdája egy ízben kis híján megöleti. Végül egy kanadai ember segítségével sikerül hírt adnia ismerőseinek, hogy hol tartják fogva. 1853 januárjában szabadul.

## Háttér
A film Solomon Northrup 1853-ban megjelent önéletrajzán alapul. A szabad fekete férfit 1841-ben rabszolgakereskedők New York államból a rabszolgatartó Washingtonba csalták és elrabolták, csak 12 év múlva szabadult. Northrup kiszabadulása évében megjelentette David Wilson újságíróval együtt írt beszámolóját tapasztalatairól, ami Harriet Beecher Stowe Tamás bátya kunyhója (1852) című világsikerű regénye nyomán szintén bestseller lett. Northrup a következő években számos előadást tartott abolicionista rendezvényeken, 1857-től viszont nyoma elveszik, még halála időpontja sem ismert.

## Szereplők
| Szereplő        | Színész              | Magyar hang        |
| --------------- | -------------------- | ------------------ |
| Solomon Northup | Chiwetel Ejiofor     | Kálid Artúr        |
| Edwin Epps      | Michael Fassbender   | Kamarás Iván       |
| Ford            | Benedict Cumberbatch | Viczián Ottó       |
| Tibeats         | Paul Dano            | Karácsonyi Zoltán  |
| Patsey          | Lupita Nyong’o       | Gáspár Kata        |
| Epps asszony    | Sarah Paulson        | Kisfalvi Krisztina |
| Freeman         | Paul Giamatti        | Háda János         |
| Armsby          | Garret Dillahunt     | Laklóth Aladár     |
| Bass            | Brad Pitt            | Varga Gábor        |
| Eliza           | Adepero Oduye        | Németh Borbála     |
| Shaw asszony    | Alfre Woodard        | Kocsis Mariann     |

## Filmzene

### Film alatt hallható dalok
1. Tim Fain – "Devil's Dream" – 0:29
2. John Legend – "Roll, Jordan, Roll" – 2:47
3. Gary Clark – "Freight Train" – 2:35
4. Tim Fain and Caitlin Sullivan – "Yarney's Waltz" – 1:16
5. Alabama Shakes – "Driva Man" – 4:36
6. David Hughey és Roosevelt Credit – "My Lord Sunshine (Sunrise)" – 1:13
7. John Legend – "Move" – 3:24
8. Hans Zimmer – "Washington"  – 0:25
9. Gary Clark – "(In the Evening) When the Sun Goes Down" – 4:37
10. Alicia Keys – "Queen of the Field (Patsey's Song)" – 5:37
11. Hans Zimmer – "Solomon" – 3:31
12. Laura Mvula – "Little Girl Blue" – 4:30
13. Chris Cornell – 	"Misery Chain" – 5:08
14. Topsy Chapman – "Roll Jordan Roll" – 1:57
15. Tim Fain – "Money Musk" – 0:37
16. Cody ChesnuTT – "What Does Freedom Mean (To a Free Man)" – 2:41

### Filmzene
Az összes szám szerzője Hans Zimmer. 
| 1.    | Solomon Northup                  | 1:55 |
| 2.    | Main Title                       | 0:28 |
| 3.    | Bedtime                          | 1:35 |
| 4.    | Arrival in Washington            | 0:24 |
| 5.    | Solomon in Chains                | 5:03 |
| 6.    | Preparing for Travel             | 1:00 |
| 7.    | Boat Trip to New Orleans         | 5:14 |
| 8.    | Saragota Flashback               | 2:12 |
| 9.    | River Rafting Claps              | 1:05 |
| 10.   | Eliza Flashback                  | 1:45 |
| 11.   | Escape Sequence                  | 1:32 |
| 12.   | Time Passing Sequence            | 1:32 |
| 13.   | Devasted Crops                   | 0:51 |
| 14.   | Plantation Life (Part A)         | 0:59 |
| 15.   | Plantation Life (Part B)         | 0:56 |
| 16.   | Judge Yarney's Ball              | 1:10 |
| 17.   | Letter Writing                   | 0:52 |
| 18.   | Solomon Burns the Letter         | 1:06 |
| 19.   | Soap                             | 3:38 |
| 20.   | A Free Man                       | 2:12 |
| 21.   | Nothing to Forgive – End Credits | 3:32 |
| 38:48 |                                  |      |

## Jelentősebb díjak és jelölések

### Elnyert díjak
- Oscar-díj (2014)
  - díj: legjobb film
  - díj: legjobb női mellékszereplő – Lupita Nyong’o
  - díj: legjobb adaptált forgatókönyv – John Ridley
  - jelölés: legjobb férfi főszereplő jelölés – Chiwetel Ejiofor
  - jelölés: legjobb férfi mellékszereplő jelölés: Michael Fassbender
  - jelölés: legjobb kosztüm jelölés: Patricia Norris
  - jelölés: legjobb rendező jelölés: Steve McQueen
  - jelölés: legjobb vágás jelölés: Joe Walker
  - jelölés: legjobb díszlet jelölés
- Golden Globe-díj (2014)
  - díj: legjobb film
  - jelölés: legjobb rendező jelölés: Steve McQueen
  - jelölés: legjobb férfi főszereplő jelölés: Chiwetel Ejiofor
  - jelölés: legjobb férfi mellékszereplő jelölés: Michael Fassbender
  - jelölés: legjobb női mellékszereplő jelölés: Lupita Nyong'o
  - jelölés: legjobb eredeti filmzene jelölés: Hans Zimmer
  - jelölés: legjobb forgatókönyv jelölés: John Ridley